# Myochrous denticollis
Myochrous denticollis är en skalbaggsart som först beskrevs av Thomas Say 1824.  Myochrous denticollis ingår i släktet Myochrous och familjen bladbaggar. Inga underarter finns listade i Catalogue of Life.